# Калабалык
Калабалык (диал.: шум; заимствования из тур. kalabalık) — военная операция по аресту военных подразделений шведского короля Карла XII, которые находились после поражения в Полтавской битве на подконтрольных Османской империи территориях у Варницы (к северу от города Бендеры). 
Операция проходила 1 (11) февраля 1713 года после того, как турецкий султан Ахмед III узнал о выступлении шведов против крымского хана и о переговорах шведов с польским королем Августом II Сильным. В нападении на шведский лагерь, в котором находилось около 300 человек (в том числе несколько десятков казаков гетмана Орлика и запорожцев), приняли участие 26 тысяч татарских и турецких янычар. Карл XII был арестован и вскоре выслан в Швецию. 
Эти события негативно повлияли на политическое положение турецких сторонников Орлика, что заставило последнего эмигрировать в Европу.

## Предыстория
После неудачной для шведов трехмесячной осады Полтавы в 6 верстах от города 27 июня (8 июля) 1709 года произошло сражение с основными силами русской армии, в результате которого шведская армия потерпела поражение. Карл XII, раненый в ногу ещё накануне самой битвы, бежал на юг в Османскую империю, где он организовал лагерь в Бендерах, в котором провел в общей сложности пять лет. В 1713 году султан под давлением России и европейских держав распорядился силой выпроводить Карла из Бендер.

## История
31 января 1713 года турецкая артиллерия обстреляла шведский лагерь, а на следующий день османские войска под командованием сераскира Исмаила Паши атаковали лагерь шведов. Вместе с примерно 40 солдатами Карл XII выступал против турок. Телохранитель Карла Аксель Эрик Руос, отличился во время перестрелки, три раза за день спас жизнь короля. Карл лично убил по крайней мере одного османского солдата мечом в рукопашном бою, когда он и Руос были атакованы тремя турками. Во время боя Карл также активно участвовал в перестрелке, стреляя из карабина по атакующему врагу из окна в его спальне, расположенной в здании, где держали оборону шведы. Бой продолжался более 7 часов, и закончился только после того, как османы использовали артиллерию. Благодаря ей и зажигательным стрелам удалось подпалить крышу здания, в котором оборонялись шведы. Шведский король и его солдаты сдались туркам.

## Последствия
Когда новости о победе Швеции в битве при Гадебуше достигли Османской империи, Карл XII и его солдаты были освобождены. После этого Карл начал планировать возвращение в Швецию.